# Балансен
Балансен (фр. Balansun) насеље је и општина у југозападној Француској у региону Нова Аквитанија, у департману Атлантски Пиринеји која припада префектури По.
По подацима из 2011. године у општини је живело 260 становника, а густина насељености је износила 24,23 становника/km². Општина се простире на површини од 11 km². Налази се на средњој надморској висини од 112 метара (максималној 208 m, а минималној 84 m).

## Демографија
| 1962. | 1968. | 1975. | 1982. | 1990. | 1999. | 2011. |
| ----- | ----- | ----- | ----- | ----- | ----- | ----- |
| 177   | 202   | 206   | 215   | 209   | 207   | 260   |

График промене броја становника у току последњих година